# Universidade Nacional Autônoma do México
A Universidade Nacional Autônoma do México (UNAM; em castelhano: Universidad Nacional Autónoma de México) é uma instituição de ensino superior pública mexicana. Ocupa uma posição de destaque no ranking mundial, baseada na extensa pesquisa e inovação da universidade. O câmpus da UNAM é um patrimônio mundial da UNESCO projetado por alguns dos arquitetos mais conhecidos do México no século XX. Os murais no câmpus principal foram pintados por alguns dos artistas mais reconhecidos da história mexicana, como Diego Rivera e David Alfaro Siqueiros. Em 2016, teve uma taxa de aceitação de apenas 8%. A UNAM gera uma série de publicações de pesquisa e patentes em diversas áreas, como robótica, ciência da computação, matemática, física, interação humana-computador, história, filosofia, entre outras. Todos os laureados mexicanos do Prêmio Nobel são ex-alunos ou professores da UNAM.
A UNAM foi fundada, em sua forma moderna, em 22 de setembro de 1910 por Justo Sierra Méndez, como uma alternativa liberal à sua antecessora, a Real e Pontifícia Universidade do México, fundada em 21 de setembro de 1551. A UNAM obteve autonomia do governo em 1929. Isso deu à universidade a liberdade de definir seu próprio currículo e administrar seu próprio orçamento sem a interferência do governo. Isso teve um efeito profundo na vida acadêmica da universidade, o que, segundo alguns, aumenta a liberdade e a independência acadêmica.
A UNAM foi o berço do movimento estudantil de 1968 no México, que se transformou em uma rebelião nacional contra o governo do Partido Revolucionário Institucional e iniciou uma jornada de três décadas do México rumo à democracia.

## História
A universidade foi fundada em 22 de setembro de 1910 por Justo Sierra, então Ministro da Educação no regime de Porfirio Díaz, que procurou criar uma instituição muito diferente de sua precursora do século XIX, a Universidade Real e Pontifícia do México, que havia sido fundada em 21 de setembro de 1551 por um decreto real assinado pelo príncipe herdeiro Filipe em nome do rei Carlos I da Espanha, e levado a um fechamento definitivo em 1865 por Maximiliano I do México. Em vez de reviver o que ele via como uma instituição anacrônica com fortes laços com a Igreja Católica Romana, ele pretendia fundir e expandir as faculdades de educação superior descentralizadas da Cidade do México (incluindo antigas faculdades da antiga universidade) e criar uma nova universidade secular por natureza e nacional em escopo, que poderia reorganizar o ensino superior dentro do país, servir como um modelo de positivismo e englobar as ideias do liberalismo mexicano dominante.
O projeto inicialmente unificou as escolas de Belas Artes, Negócios, Ciência Política, Jurisprudência, Engenharia, Medicina, Normal e Nacional Preparatória; seu primeiro reitor foi Joaquin Eguía y Lis.
Os desafios da nova universidade eram principalmente políticos, devido à Revolução Mexicana em curso e ao fato de o governo federal ter controle direto sobre as políticas e o currículo da universidade; alguns resistiram ao seu estabelecimento por motivos filosóficos. Essa oposição levou a perturbações na função da universidade quando a instabilidade política forçou a renúncia do governo, incluindo a do presidente Díaz. Internamente, a primeira greve estudantil ocorreu em 1912 para protestar contra os métodos de exame introduzidos pelo diretor da Escola de Jurisprudência, Luis Cabrera. Em julho daquele ano, a maioria dos estudantes de direito decidiu abandonar a universidade e ingressar na recém-criada Escola de Direito Livre.

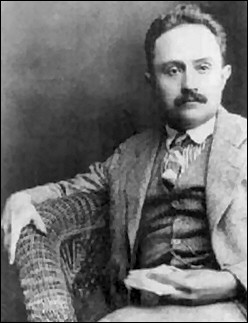
José Vasconcelos, criador do lema e do escudo da UNAM.

Em 1914, os esforços iniciais para obter autonomia para a universidade falharam. Em 1920, José Vasconcelos tornou-se reitor da UNAM. Em 1921, ele criou o escudo de armas da universidade: a imagem de uma águia e um condor em torno de um mapa da América Latina, da fronteira norte do México à Terra do Fogo, e o lema "Por minha raça falará o espírito". Esforços para ganhar autonomia para a universidade continuaram no início da década de 1920. Em meados da década de 1920, a segunda onda de greves estudantis se opunha a um novo sistema de classificação. As greves incluíram protestos em sala de aula na scola de Direito e confronto com a polícia na Escola de Medicina. Os estudantes em greve foram apoiados por muitos professores e as negociações subsequentes acabaram por levar à autonomia da universidade. A instituição deixou de ser uma dependência da Secretaria de Educação Pública; o reitor da universidade tornou-se a autoridade final, eliminando grande parte da confusa sobreposição de autoridade.
Durante o início dos anos 1930, o reitor da UNAM foi Manuel Gómez Morín. O governo tentou implementar a educação socialista nas universidades mexicanas, que Gómez Morín, muitos professores e católicos, se opunham como violação da liberdade acadêmica. Gómez Morín, com o apoio do grupo de estudantes fundado pelos jesuítas, a União Nacional de Estudantes Católicos, lutou com sucesso contra a educação socialista. A UNAM apoiou o reconhecimento dos certificados acadêmicos pelas escolas católicas preparatórias, que validaram sua função educacional. Em uma reviravolta interessante, a UNAM desempenhou um papel importante na fundação da instituição jesuíta em 1943, a Universidade Iberoamericana em 1943. No entanto, a UNAM se opôs às iniciativas da Universidade Iberoamericana nos anos posteriores.
Em 1943, foram tomadas as primeiras decisões de transferir a universidade dos vários edifícios que ocupava no centro da cidade para um câmpus universitário novo e consolidado; a nova Cidade Universitária seria em San Ángel, ao sul da cidade. A primeira pedra colocada foi a da Faculdade de Ciências, o primeiro edifício da Cidade Universitária. O presidente Miguel Alemán Valdés participou da cerimônia em 20 de novembro de 1952. O Estádio Olímpico Universitário foi inaugurado no mesmo dia. Em 1957, o Conselho de Doutorado foi criado para regular e organizar estudos de pós-graduação.
Outra grande greve estudantil, mais uma vez sobre os regulamentos do exame, ocorreu em 1966. Estudantes invadiram a reitoria e obrigaram o reitor a renunciar. O Conselho de Regentes não aceitou essa renúncia, então os professores entraram em greve, paralisando a universidade e forçando a aceitação do Conselho. No verão, surtos violentos ocorreram em vários campi das escolas preparatórias afiliadas à universidade; a polícia assumiu vários campi do ensino médio, com ferimentos.
Estudantes da UNAM, junto com outras universidades da Cidade do México, mobilizaram-se nos protestos contra os Jogos Olímpicos de Verão de 1968 na Cidade do México, mas também toda uma série de tensões políticas e sociais. Em agosto de 1968, protestos se formaram no câmpus principal contra as ações policiais no câmpus principal e no centro da cidade. Os protestos se transformaram em um movimento estudantil que exigiu a renúncia do chefe de polícia, entre outras coisas. Mais protestos se seguiram em setembro, ganhando frequência e números. Durante uma reunião dos líderes estudantis, o exército disparou contra o prédio de Chihuahua, em Tlatelolco, onde supostamente estava a organização estudantil. No Massacre de Tlatelolco, a ação policial terminou com muitos mortos, feridos e detidos. Apenas dez dias depois, os Jogos Olímpicos de 1968 foram abertos no estádio da universidade. A universidade foi fechada pela duração.
As décadas de 1970 e 1980 viram a abertura de campi satélites em outras partes do México e áreas próximas, para descentralizar o sistema. Houve algumas pequenas greves estudantis, principalmente relacionadas a notas e mensalidades.
A última grande greve estudantil na universidade ocorreu em 1999-2000, quando estudantes fecharam o câmpus por quase um ano para protestar contra uma proposta de cobrar dos estudantes o equivalente a US$ 150 por semestre para aqueles que pudessem pagar. Os referendos foram realizados tanto pela universidade quanto pelos grevistas, mas nenhum dos lados aceitou os resultados dos outros. Agindo por ordem de um juiz, a polícia invadiu os prédios dos grevistas em 7 de fevereiro de 2000, pondo fim à greve.
Em 2009, a universidade recebeu o Prémio Príncipe das Astúrias de Comunicação e Humanidades e iniciou a celebração do seu centenário, com várias atividades que duraram até 2011.
A UNAM incluiu ativamente minorias em diferentes campos educacionais, como na tecnologia. Em 2016, a universidade adotou as plataformas das Nações Unidas em todos os seus campi para apoiar e capacitar as mulheres.

## Câmpus

### Cidade Universitária

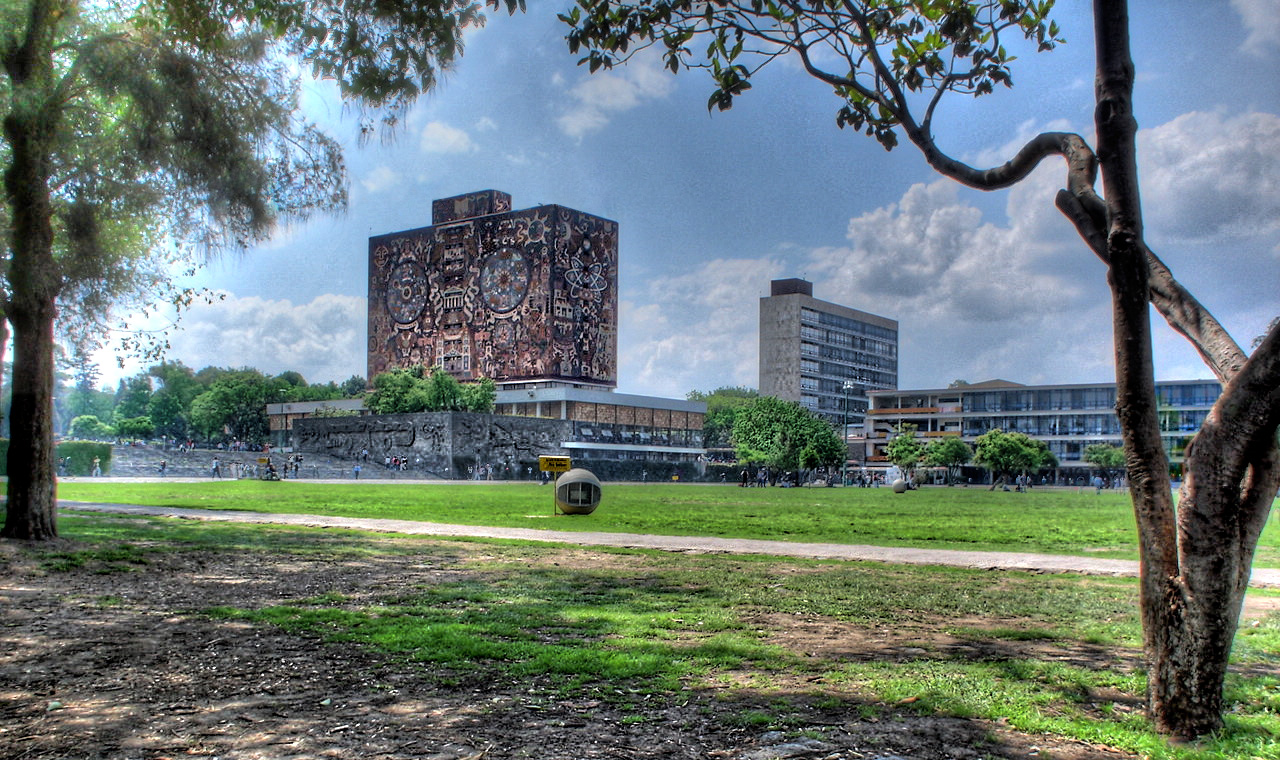
Campus principal da Universidade Nacional Autónoma do México.

A Cidade Universitária é o câmpus principal da UNAM, localizado no distrito de Coyoacán, na parte sul da Cidade do México. A construção do câmpus central da UNAM foi a ideia original de dois alunos da Escola Nacional de Arquitetura em 1928: Mauricio de Maria y Campos e Marcial Gutiérrez Camarena. Foi projetado pelos arquitetos Mario Pani, Enrique del Moral, Domingo García Ramos, Armando Franco Rovira, Ernesto Gómez Gallardo e outros como Mauricio de Maria y Campos, que sempre demonstraram grande interesse em participar do projeto. Os arquitetos De Maria y Campos, Del Moral e Pani receberam a responsabilidade de diretores e coordenadores de designar cada arquiteto a cada edifício ou construção selecionados que abrigam o Estádio Olímpico Universitário, cerca de 40 escolas e institutos, o Centro Cultural, uma reserva ecológica, a Biblioteca Central e alguns museus. Foi construído durante a década de 1950 em um antigo leito de lava solidificada para substituir os edifícios espalhados no centro da Cidade do México, onde as aulas eram ministradas. Foi concluída em 1954 e é quase uma região separada dentro da Cidade do México, com seus próprios regulamentos, conselhos e polícia (até certo ponto), de uma forma mais fundamental do que a maioria das universidades do mundo.
Em junho de 2007, a Cidade Universitária foi declarada como Patrimônio da Humanidade pela UNESCO.

### Câmpus satélites

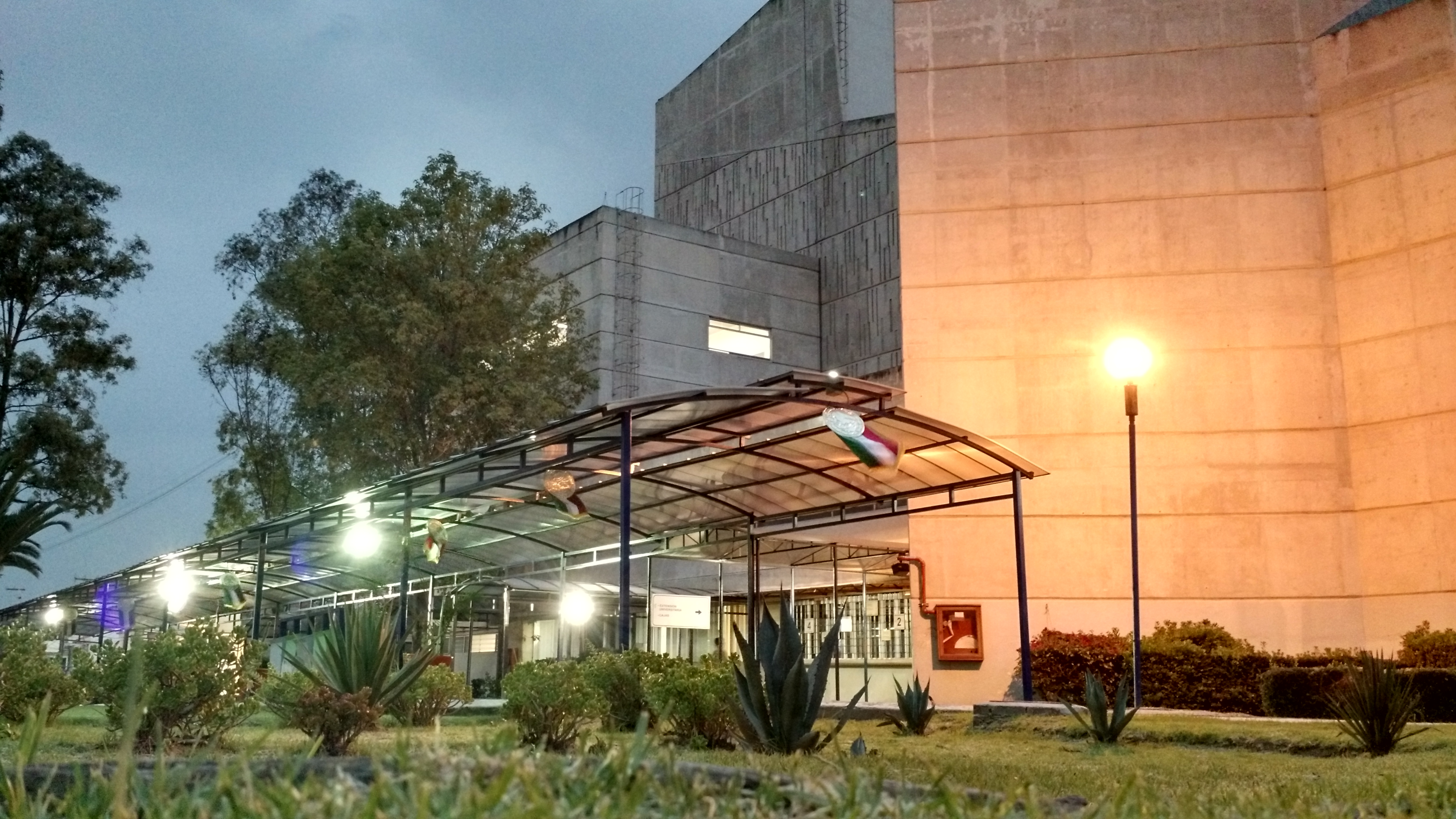
Jardins da Escola de Altos Estudos

Além da Cidade Universitária, a UNAM possui vários campi na área metropolitana da Cidade do México (Acatlán, Aragón, Cuautitlán, Iztacala e Zaragoza), além de muitos outros em vários locais do México (em Santiago de Querétaro, Morelia), Mérida, Sisal, Ensenada, Cuernavaca, Temixco e León), voltados principalmente à pesquisa e pós-graduação. Seu Centro de Ensino para Estrangeiros tem um câmpus em Taxco, no estado de Guerrero, no sul do México, com foco em língua espanhola e cultura mexicana para estrangeiros, além de instalações no bairro de luxo de Polanco no centro da Cidade do México.
A Universidade tem escolas de extensão nos Estados Unidos e no Canadá, com foco no idioma espanhol, no idioma inglês, na cultura mexicana e, no caso da UNAM Canadá, no idioma francês: UNAM San Antonio, no Texas; UNAM Los Angeles, Califórnia; UNAM Chicago, Illinois; Gatineau, Quebec; e Seattle, Washington.
A universidade também opera Centros de Estudos Mexicanos e Centros de Ensino para Estrangeiros em Pequim, China (conjuntamente com a Universidade de Estudos Estrangeiros de Pequim); Madri, Espanha (em conjunto com o Instituto Cervantes); San Jose, Costa Rica (em conjunto com a Universidade da Costa Rica); e deverá abrir em breve em Paris, França (em conjunto com a Universidade de Paris-Sorbonne) e em Northridge, Califórnia, Estados Unidos (em conjunto com a Universidade do Estado da Califórnia em Northridge).

## Pesquisa
A UNAM se destacou em muitas áreas de pesquisa. A universidade abriga muitas das principais instituições de pesquisa do México. Nos últimos anos, atraiu estudantes e contratou cientistas profissionais de todo o mundo, principalmente da Rússia, Índia e Estados Unidos, criando uma comunidade científica única e diversificada.[carece de fontes?]
A pesquisa científica na UNAM é dividida entre faculdades, institutos, centros e escolas e abrange uma série de disciplinas na América Latina. Alguns notáveis institutos da UNAM incluem: o Instituto de Astronomia, o Instituto de Biotecnologia, o Instituto de Ciências Nucleares, o Instituto de Ecologia, o Instituto de Física, o Instituto de Energias Renováveis, o Instituto de Fisiologia Celular, o Instituto de Geofísica, o Instituto. de Engenharia, o Instituto de Pesquisa de Materiais, o Instituto de Química, o Instituto de Ciências Biomédicas e o Instituto de Pesquisa de Matemática Aplicada e Sistemas.
Os centros de pesquisa tendem a se concentrar em problemas multidisciplinares particularmente relevantes para o México e o mundo em desenvolvimento, principalmente o Centro de Ciências Aplicadas e Desenvolvimento Tecnológico, que se concentra em conectar as ciências aos problemas do mundo real (por exemplo, ótica, nanociências), e o Centro de Pesquisa Energética, que realiza pesquisas de classe mundial em energias alternativas.
Todos os centros de pesquisa estão abertos a estudantes de todo o mundo. A UNAM possui vários programas para estudantes dentro do país, usando estágios científicos para incentivar a pesquisa no país.
A UNAM atualmente instalou seu primeiro supercomputador Sirio (Cray Y/MP) em 1991. Desde 2013, opera um supercomputador chamado Miztli (HP) para pesquisa científica.
A produção científica da UNAM continua crescendo; Apesar das numerosas tentativas do governo mexicano para reduzir seu orçamento, a universidade atualmente produz 60% de todas as publicações científicas no México.[carece de fontes?]
Quanto às ciências básicas, a UNAM tem atualmente dois bolsistas do Instituto Médico Howard Hughes e uma dotação do programa de pesquisa extramural do NIH.[carece de fontes?]